# Emplois-jeunes
 (novembre 2007).
Si vous disposez d'ouvrages ou d'articles de référence ou si vous connaissez des sites web de qualité traitant du thème abordé ici, merci de compléter l'article en donnant les références utiles à sa vérifiabilité et en les liant à la section « Notes et références ».
Nouveaux services-emplois jeunes ou plus communément Emplois-jeunes est le  nom donné à un type de contrat de travail de droit privé français. Il a été créé en 1997 par Martine Aubry, sous le gouvernement Jospin. Les emplois-jeunes font partie des contrats aidés.

## Description et principes
Ce contrat à durée déterminée est signé pour 5 ans, avec possibilité d'y mettre fin à chaque date anniversaire.
Il peut être également à durée indéterminée. Néanmoins, si l'employeur est une collectivité territoriale ou un établissement public autre qu'un EPIC (Établissement public à caractère industriel et commercial), le contrat ne peut être conclu que pour une durée déterminée.
Il est réservé aux personnes de moins de 26 ans. Il concerne également les personnes de 26 à 29 ans n'ayant jamais perçu d'allocation chômage.
Le 30 juillet 2002, François Fillon, récemment nommé ministre des Affaires sociales, supprime ce contrat qui concernait alors 380 000 jeunes. 
Il n'est désormais plus possible de conclure de nouvelles conventions dans le cadre du programme « Nouveaux services-emplois jeunes ». Cette mesure prend fin progressivement.

## Bases juridiques

### Lois

#### Textes d'intérêt général
1. Loi n° 97-940 du 16 octobre 1997 relatif au développement d'activités pour l'emploi des jeunes (J.O. du 17.10.97)